# ビッカース ヴェスパ
ビッカース ヴェスパ
- 用途：地上協同機
- 分類：複葉機
- 製造者：ヴィッカース
- 初飛行：1925年
- 生産数：15機

ビッカース ヴェスパ（Vickers Vespa）は1920年代にビッカースがイギリス陸軍のための地上協同機である。イギリス空軍には採用されなかったが、ボリヴィアとアイルランド軍に少数が採用された。ボリヴィア軍機はチャコ戦争に参加した。1932年9月、過給エンジンを搭載した Vespa VIIはシリル・アンウィンズ（Cyril Unwins）の操縦で、13,407 mの高高度飛行記録を達成した。
空軍省の仕様書 30/24の仕様書に対してビッカースが自主開発した。単発の複葉機で、くい違い（スタッガー）の大きい木製の上下翼は細い胴体からはなして支持されていた。空軍の評価用の機体は1926年6月24日にエンジン故障で墜落し損傷した。鋼製構造に羽布張りの主翼に変更されたVespa IIが再製作されたが空軍からの注文を得ることには、成功しなかった。ボリヴィア空軍が興味を持ち、6機の全金属型のVespa IIIを購入し、アイルランド空軍が1929年に4機のVespa IVを購入し、1930年にさらに4機を購入した。
原型機は改造され Vespa VIとして中国に売り込みを図ったが、注文が得られず、イギリスに戻った機体にスーパーチャージャーを装備したペガサス Sエンジンに換装され、高高度飛行記録の挑戦のために改造された。1932年9月16日、13,407 mの世界記録を樹立した。
ボリヴィア軍の6機の Vespa IIIは1928年に引き渡され、チャコ戦争に参加したが低高度での戦闘ではあまり活躍できなかった。アイルランド空軍の8機のヴェスパは1940年6月まで使用された。

## 型式
- Vickers Type 113 Vespa I：空軍の評価用の原型機、ジュピター IV星型エンジン（後にジュピター VIに換装） を装備。
- Vickers Type 119 Vespa II：金属翼に改造
- Vickers Type 149 Vespa III：ボリニア空軍のための全金属構造とされたもの。ジュピター VI(455hp)エンジン装備
- Vickers Type 193 Vespa IV：アイルランド空軍用生産型、アームストロング シドレー Jaguar VIC (490hp)エンジン装備
- Vickers Type 208 Vespa V ：アイルランド空軍用改良型、エンジンにタウネンド・カウリングを装備
- Vickers Type 210 Vespa VI：中国政府へのデモ用に原型機を再製作
- Vickers Type 250 Vespa VII： Vespa VIにブリストル ペガサスSエンジンを搭載した高高度記録実験機

出典: Vickers Aircraft Since 1908
諸元
- 乗員: 2
- 全長: 10.06 m （33 ft 0 in）
- 全高:
- 翼幅: 15.24 m（50 ft 0 in）
- 空虚重量: 1,310 kg （2,882 lb）
- 運用時重量: 1,986 kg （4,370 lb）
- 動力: アームストロング シドレー Jaguar VIC 14気筒星型空冷エンジン 、366 kW （490 hp）   × 1

性能
- 最大速度: 224 km/h （139 mph）
- 航続距離: 934 km
- 実用上昇限度: 7900 m （26,000 ft）
- 上昇率: 4,600 m/16'
- 翼面荷重: 36.2 kg/m2
- 馬力荷重（プロペラ）: 0.18 kW/kg

武装
- 固定武装: 7.7 mm 機関銃 × 2